# Scouting for Girls (album)
Scouting for Girls è l'album di debutto del gruppo musicale pop londinese Scouting for Girls. L'album è stato pubblicato il 17 settembre 2007 ed è stato per due settimane al vertice della classifica degli album più venduti nel Regno Unito il 20 gennaio 2008.

## Tracce
1. Keep on Walking – 3:37
2. She's So Lovely – 3:43
3. It's Not About You – 4:12
4. The Airplane Song – 4:20
5. Heartbeat – 2:55
6. Elvis Ain't Dead – 3:49
7. I'm Not Over You – 3:24
8. I Need a Holiday – 3:21
9. The Mountains of Navaho – 3:21
10. I Wish I Was James Bond – 3:15

Bonus Track dell'edizione iTunes
1. Sob Story - 3:14
2. Michaela Strachan You Broke My Heart (When I Was 12) - 3:09